# Arleigh-Burke-Klasse
Die Arleigh-Burke-Klasse ist eine Klasse von Lenkwaffenzerstörern der United States Navy. Mit derzeit 74 Schiffen ist sie – was die Zahl der Einheiten betrifft – eine der am meisten gebauten Schiffsklassen der US Navy seit dem Zweiten Weltkrieg und die meistgebaute seit dem Ende des Kalten Krieges.
Das erste Schiff dieser Klasse wurde 1991 in Dienst gestellt. Die Produktion sollte ursprünglich im Jahr 2012 mit der 62. Einheit USS Michael Murphy auslaufen. 2009 wurde beschlossen, die Zahl der geplanten Einheiten der Zumwalt-Klasse zu verringern und stattdessen weitere Schiffe der Arleigh-Burke-Klasse zu bauen. 12 weitere Einheiten sind derzeit im Bau oder in der Haushaltsplanung fest vorgesehen, weitere Planungen gehen vom Bau von 20 bis 40 zusätzlichen Einheiten bis in die 2030er Jahre aus.
Die Schiffe sind die ersten Marineeinheiten der USA, die nach den Prinzipien der Tarnkappentechnik entwickelt wurden. Sie sind in den Trägerkampfgruppen vor allem für Flugabwehr zuständig, können aber auch für Angriffe auf Landziele eingesetzt werden.
Zu den bekanntesten Schiffen der Arleigh-Burke-Klasse gehört die Cole, die im Jahr 2000 im Nahen Osten bei einem Terroranschlag schwer beschädigt wurde.

## Geschichte

### Planung und Bau

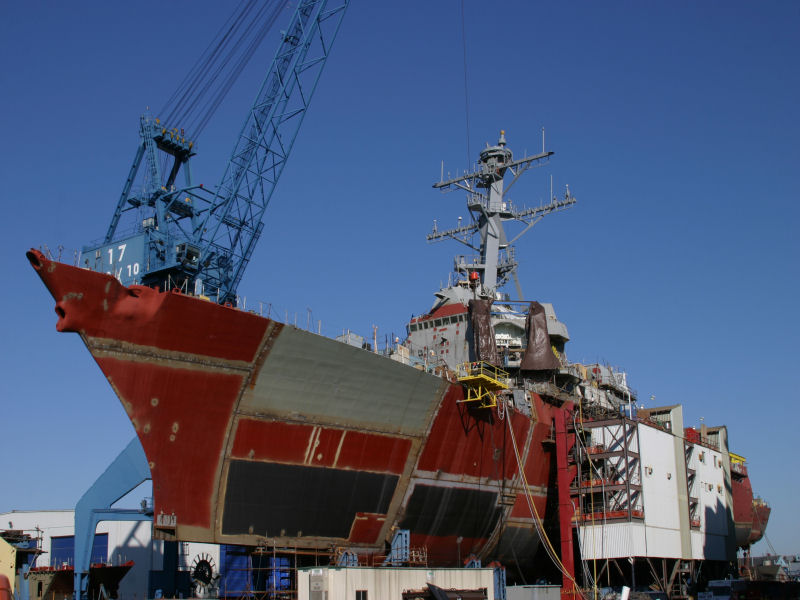
Die Farragut während des Baus

Die Planung für die Zerstörer der Arleigh-Burke-Klasse begann Anfang der 1980er Jahre als Ersatz für die Lenkwaffenzerstörer der Charles-F.-Adams-Klasse sowie der Farragut-Klasse. Planungswerft für die Klasse war Bath Iron Works, eine Werft aus dem General-Dynamics-Konzern. Zwei Werften, Bath Iron Works in Bath, Maine und Ingalls Shipbuilding (zugehörig zum Konzern Northrop Grumman) in Pascagoula, Mississippi fertigen die Schiffe. Für den Bau verwenden sie die sogenannte Modularbauweise. Dabei werden einzelne Sektionen so weit wie möglich ausgerüstet, in ein Trockendock gebracht und dort zum Rumpf verschweißt. Die Aufbauten werden auf den fertigen Rumpf aufgesetzt. Diese Bauweise erleichtert die Arbeiten, da vieles nicht im engen kompletten Rumpf, sondern in einfacher zugänglichen Modulen erledigt werden kann. Zwischen Kiellegung und Stapellauf liegen bei einem Zerstörer der Klasse rund 16 Monate, danach verbringt jedes Schiff noch 12 bis 18 Monate an der Ausrüstungspier und bei ersten Erprobungsfahrten.
Die Kosten für den Bau eines Zerstörers lagen bei den Genehmigungen aus dem Haushaltsjahr 2005 bei über 1,1628 Mrd. Dollar. Die Kosten für das gesamte Programm (62 Schiffe) liegen nach derzeitigen Schätzungen bei fast 59,5 Mrd. Dollar, die durchschnittlichen Kosten pro Schiff damit bei knapp 0,960 Mrd. Dollar. Für das Haushaltsjahr 2005 waren drei Zerstörer budgetiert, die Kosten von knapp 3,5 Mrd. Dollar machten mehr als 30 % des gesamten Navy-Budgets für den Schiffsneubau von knapp 10,6 Mrd. Dollar aus. Von den Gesamtkosten für einen Zerstörer geht knapp ein Drittel an die Bauwerft, der Rest wird für die Herstellung und Installation der auf dem Schiff verwendeten Systeme aufgewendet. Der Unterhalt eines Schiffs kostet (Stand 1996) ca. 20 Mio. Dollar jährlich.

### Benennung
Die Schiffe sind allesamt nach Personen benannt. Die Klasse trägt traditionsgemäß den Namen des ersten Schiffes, das nach Admiral Arleigh Burke benannt ist, einem Zerstörerkommandanten aus dem Zweiten Weltkrieg. Die weiteren Einheiten wurden entweder nach amerikanischen Seeleuten niederen Ranges benannt, die in Kriegen seit dem Zweiten Weltkrieg gefallen sind, oder aber nach hohen Offizieren aus der frühen Navy beziehungsweise nach hohen Bundesbeamten. Die Kennungen bestehen aus dem Kürzel DDG für destroyer guided missile, also Lenkwaffenzerstörer, die Rumpfnummern beginnen bei 51 für das erste Schiff und laufen ununterbrochen bis 112 für die letzte Einheit.
Eine Besonderheit stellt die Winston S. Churchill dar, die nach dem britischen Premierminister Winston Churchill benannt wurde und (Stand 2006) das einzige aktive amerikanische Kriegsschiff ist, das nach einem ausländischen Staatsbürger benannt ist. Hopper ist erst das zweite Kriegsschiff in der Geschichte der Navy, das nach einem weiblichen Soldaten der Navy benannt wurde, nämlich nach Admiral Grace Hopper.

### Modifikationen

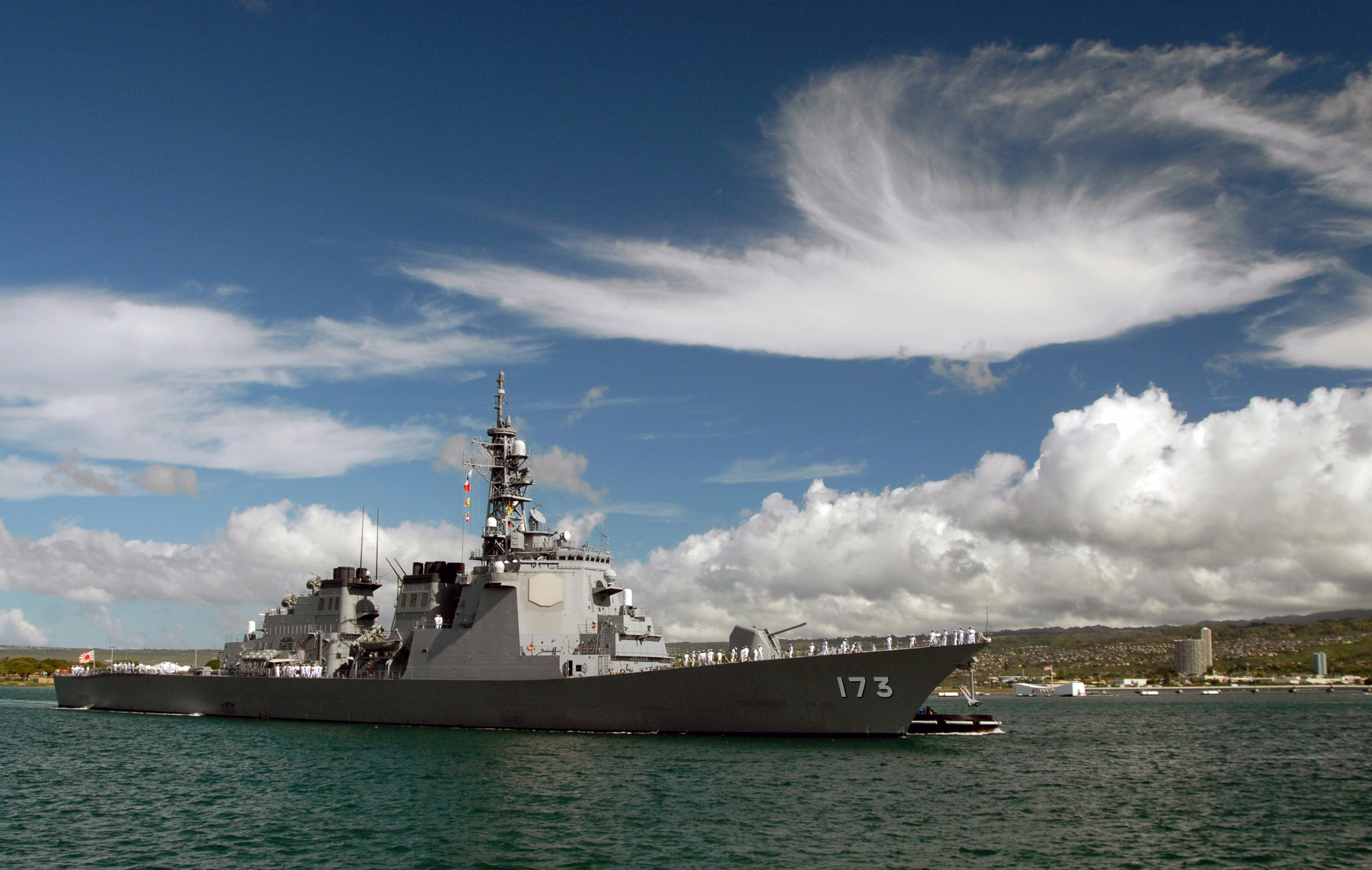
Die japanische Kongō

Der Entwurf der Klasse wurde mit der Zeit verändert, so dass drei Varianten, genannt Flights, existieren. Der Flight I umfasst 21 Schiffe und stellt die Basisversion dar. Flight II mit sieben Schiffen erhielt lediglich verbesserte Elektronik. Umfassende Änderungen wurden an Flight IIA (laut Planung 34 Schiffe) vorgenommen. Hier wurde zur permanenten Stationierung von zwei SH-60 Sea Hawk-Helikoptern ein Hangar hinzugefügt, was die Schiffe um ca. zwei Meter länger und fast 1000 ts schwerer macht. Auch innerhalb der Flights wurden kleinere Modifikationen vorgenommen. So sind zum Beispiel die Auslassöffnungen der Schornsteine ab der Mustin verkleidet, in einige Einheiten beginnend mit der Pinckney wurde das AN/WLD-1 Remote Minehunting System eingerüstet. Alle Flight-IIA-Schiffe erhalten auch serienmäßig das CEC-Kampfsystem.
Im National Defense Authorization Act of 2007 ist die Empfehlung für einen 200-Millionen-Dollar-Posten enthalten, der vor allem für eine mid-life modernization (etwa: Modernisierung nach der halben vorgesehenen Dienstzeit von 35 Jahren) der Schiffe des Flight I verwendet werden soll. Außerdem sollen vor allem die Betriebskosten durch Reduzierung der Besatzungsmitglieder gesenkt werden, was durch Implementierung von Technologien aus dem Smart Ship Project erreicht werden soll. Durch den Einsatz von Stabilisatoren und einem Wulstbug soll der Treibstoffverbrauch signifikant gesenkt werden. Daneben sollen die Schiffe durch die Modernisierungen  kampfstärker werden. So ist für die Zukunft geplant, die Zerstörer als Teil der National Missile Defense verwenden zu können. Außerdem ist geplant, Schiffe des Flight IIA mit neuer Munition für das Geschütz auszurüsten. Diese raketenunterstützten Projektile können Ziele erreichen, die bis zu 40 Meilen weit landeinwärts liegen. Dies soll die artilleristische Fähigkeitslücke, die die Ausmusterung der Schlachtschiffe der Iowa-Klasse im Jahr 2006 erzeugt hat, schließen, denn der Kongress der Vereinigten Staaten hat diese Fähigkeit für die Unterstützung von Landungsoperationen für nötig erachtet.
Der Entwurf des Zerstörers wurde exportiert, die japanischen Selbstverteidigungsstreitkräfte betreiben vier modifizierte Arleigh Burkes (Flight I) als Kongō-Klasse (veränderte Elektronik und Waffensysteme mit stärkerer Defensivausrichtung). Japan hat außerdem die Beschaffung von drei weiteren Einheiten nach Flight IIA als Atago-Klasse bis 2010 beschlossen. Die Royal Australian Navy entschied sich 2007 bei der Hobart-Klasse gegen den sich ebenfalls in der engeren Auswahl befindenden Burke-Entwurf und wählte den der spanischen Álvaro-de-Bazán-Klasse.

### Gegenwart und Zukunft
Gegenwärtig (Stand Juli 2025) sind 74 Einheiten der Arleigh-Burke-Klasse bei der US Navy in Dienst; das Typschiff von 1991 ist das älteste. 25 Schiffe sind im Bau oder beauftragt, davon zwei nach Flight IIA und 23 vom Typ Flight III. Die Lebenszeit der Schiffe war ursprünglich auf jeweils 35 Jahre ausgelegt. Um jedoch eine Flottengröße von über 300 Einheiten auch halten zu können, wird die Lebensdauer auf bis zu 40 Jahre ausgedehnt. Hierfür finden seit 2010 Modernisierungen der Einheiten statt. Die Außerdienststellung der Schiffe wird damit voraussichtlich ab 2031 beginnen.
Als die ersten Einheiten der Arleigh-Burke-Klasse in Dienst gingen, existierten in der US Navy noch mehrere verschiedene Zerstörerklassen, die jeweils unterschiedliche Hauptaufgabenfelder besaßen. Die Charles-F.-Adams- und Farragut-Klasse waren multifunktionale Entwürfe mit dem Schwerpunkt Flugabwehr und gingen mit Erscheinen der ersten Burkes komplett außer Dienst. Um 2000 wurden außerdem die vier Einheiten der Kidd-Klasse ausgemustert. Seit 2005, als der letzte U-Jagd-Zerstörer der Spruance-Klasse aus dem aktiven Dienst zurückgezogen wurde, sind die Burkes die einzigen Zerstörer in der Flotte der US Navy. Dass dies weit vor dem geplanten Termin erfolgte, mag ein Hinweis auf den Erfolg des Burke-Entwurfes sein.
Die ursprünglich als Nachfolgerin vorgesehene Zumwalt-Klasse wird auf Grund starker Etatkürzungen eher als Technologiedemonstrator dienen und soll nur noch drei der ursprünglich geplanten 32 Schiffe umfassen. Deshalb brachte der Abgeordnete Gene Taylor, Vorsitzender des Subkomitees für Seestreitkräfte im United States House Committee on Armed Services, im März 2008 eine nuklear angetriebene Version der Burkes ins Gespräch.
Stattdessen entschied sich die Navy allerdings, die Klasse nur wenig modifiziert weiterzuführen. Im Juni 2011 wurde der erste der neuen Zerstörer genehmigt, im September zwei weitere, die nach wie vor nach den Standards des Flight IIA gebaut werden. Da die Zumwalt-Klasse größtenteils von Bath gebaut wird, wird Ingalls den größten Teil der zusätzlichen Burkes fertigen. Erst nach 2016 soll ein Flight III der Arleigh-Burke-Klasse zulaufen, der eine abgespeckte Variante des für die CG(X) vorgesehenen Air and Missile Defense Radar (AMDR) erhalten soll. Dieses Dualbandradar soll größere (14 statt 12 ft Durchmesser) Antennenflächen sowie eine aktive elektronische Strahlschwenkung aufweisen, wodurch erheblich bessere Leistungen in der Luftraumüberwachung erzielt werden sollen, als mit dem passiv phasengesteuerten SPY-1D Radar. Dadurch soll ein adäquater Ersatz der Ticonderoga-Klasse möglich werden.
Im November 2011 wurden von den beteiligten Schiffsbauern Bath Iron Works und Huntington Ingalls Industries die ersten Kostenschätzungen für den  Flight III vorgelegt. Danach würde jedes Schiff bei BIW 2,7 Milliarden USD, bei HII 3,7 Mrd. Dollar kosten. Die Werften verweisen zur Rechtfertigung auf die Risiken des Fix-Preis-Vertragsmodells und die Notwendigkeit, für das neue Radar mit seinem Strombedarf von rund 10 Megawatt das gesamte elektrische System der Schiffe völlig neu zu konstruieren.

### Nachfolger
Im April 2014 begann die US Navy an Studien eines Nachfolgers mit dem Namen „Future Surface Combatant“. Der Bau der Schiffe soll ab 2030 erfolgen, und das Design ist zurzeit noch komplett offen. Rumpfform und Technik sind noch nicht festgelegt, es sollen aber Techniken der Zumwalt-Klasse, des Littoral Combat Ship und der Gerald-R.-Ford-Flugzeugträger in weiterentwickelter Form genutzt werden. Die Schiffe sollen zusammen mit den 22 Zerstörern des Flight III eingesetzt werden.

## Technik

### Rumpf

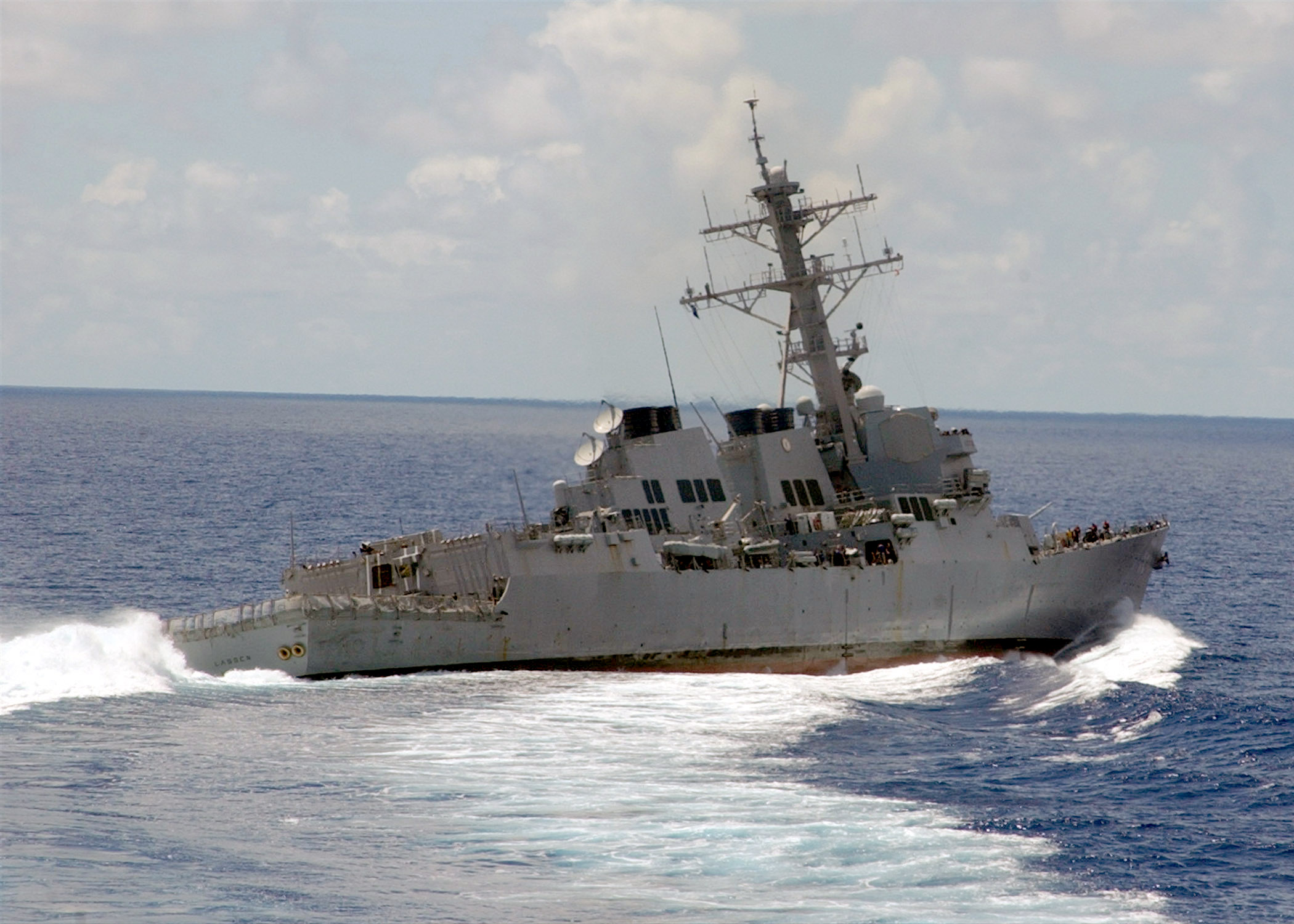
Die Lassen des Flight IIA bei einer Wende

#### Abmessungen und verwendete Werkstoffe
Die Schiffe des Flight I sind knapp 153 Meter lang, die modifizierten Einheiten des Flight IIA messen knapp 155 Meter. Die Breite beträgt rund 20 Meter. Der Rumpf ist damit im Gegensatz zu den älteren Zerstörern eher kurz und breit (Verhältnis Länge:Breite 7,9:1). Dadurch erhoffte sich die Navy bessere See- sowie Manövrierfähigkeit. Der Mast erreicht eine Höhe von über 50 Metern. Die Verdrängung bei voller Zuladung beträgt bei den frühen Schiffen circa 8300 ts, der Hangar auf Flight IIA vergrößerte sie um fast 1000 ts.
Als Werkstoff wurde im Wesentlichen nur Stahl eingesetzt, auf die Verwendung von Aluminiumlegierungen wurde weitgehend verzichtet. Dies macht die Schiffe zwar schwerer und auch topplastiger, vermeidet aber bei Bränden die Gefahr des unkontrollierbaren Weiterbrennens von Magnesium, wie nach einer Kollision bei der Belknap im Jahr 1975. Zum Schutz vor Waffeneinwirkung sind im Rumpf um die wichtigsten Räume (Gefechtszentrale, Brücke und ähnliches) ca. 130 Tonnen Aramid verbaut worden.

#### Decks

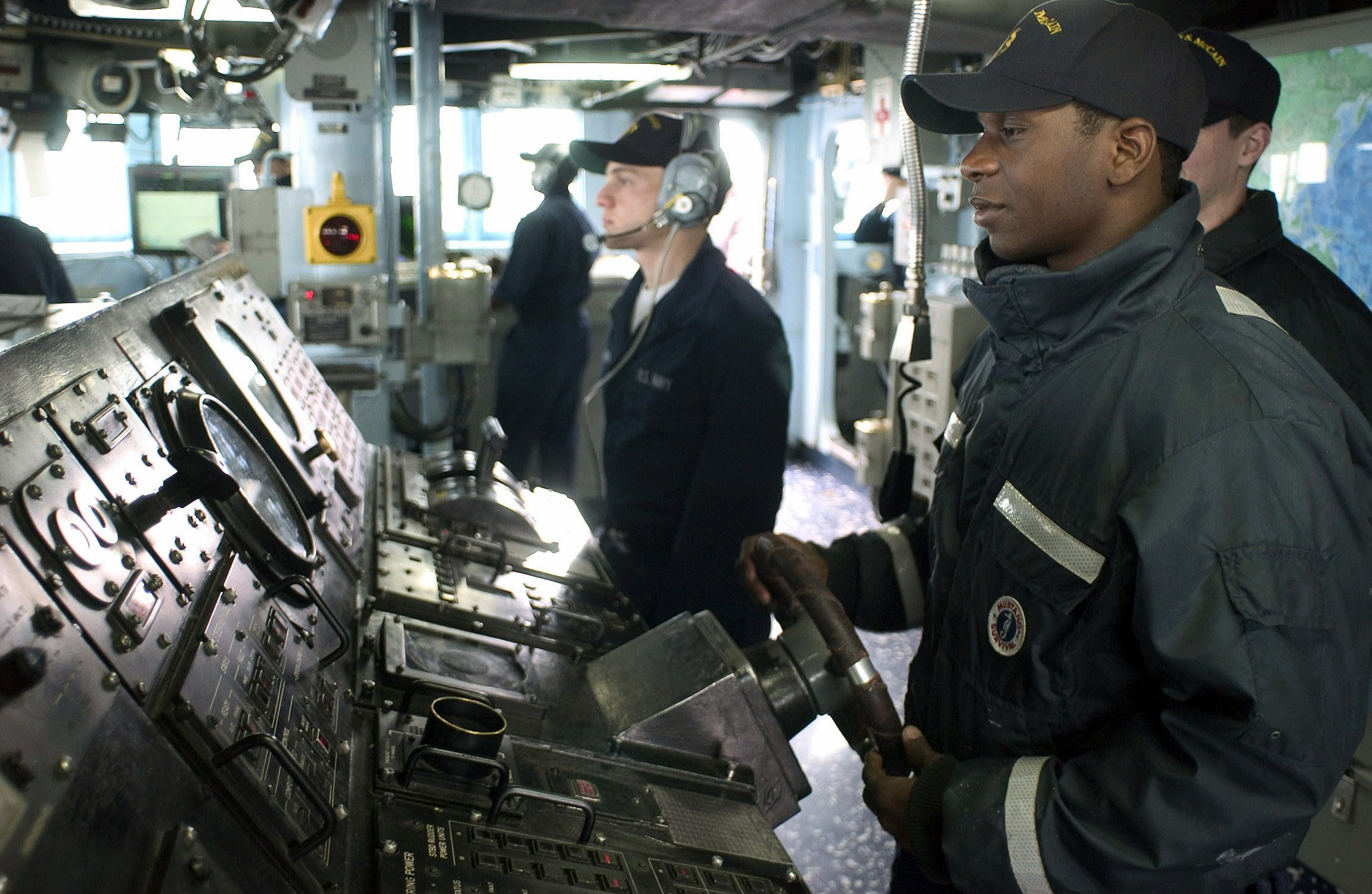
Brücke der John S. McCain

Das Außendeck  wird mit Level 1 bezeichnet. Darunter, also im Rumpf, liegen drei weitere Decks, von oben nach unten Level 2 bis 4. In diesen sind vorrangig die Schlaf- und Aufenthaltsräume für die Besatzung sowie die Maschinen und weiteren technischen Einrichtungen untergebracht. Über dem Hauptdeck, in den Aufbauten, liegen fünf Decks, bezeichnet (von unten nach oben) als Level 01 bis 05. In diesen liegen die Kommando- und Kontrollräume, auf Level 05 liegt die Brücke auf einer Höhe von rund 17 Metern über der Wasseroberfläche.

#### Luftfahrzeuge
Die Schiffe der Flights I sowie II haben auf ihrem Landedeck die Elektronik installiert, die erforderlich ist, um Helikopter nach dem Standard LAMPS III – dies entspricht den Helikoptern vom Typ Sikorsky SH-60 Seahawk – aufnehmen und mit Treibstoff und Waffen versorgen zu können, aber keinen Hangar zur permanenten Unterbringung. Dies galt als größte Schwäche der Klasse und wurde mit Flight IIA geändert. Bei diesen Schiffen wurde das Achterdeck erhöht und dort ein Hangar für zwei Helikopter Typ LAMPS III eingerichtet, so dass zwei Seahawk eingeschifft und wettergeschützt transportiert werden können. Auf der Mastspitze befindet sich ein TACAN-Funkfeuer für den Helikopteranflug.
Für die Versorgung durch schwebende Helikopter (genannt VERTREP für vertical replenishment) ist neben dem Landeplatz auf dem Achterdeck auch exklusiv eine Fläche auf dem Vordeck reserviert.

#### Tarnmaßnahmen

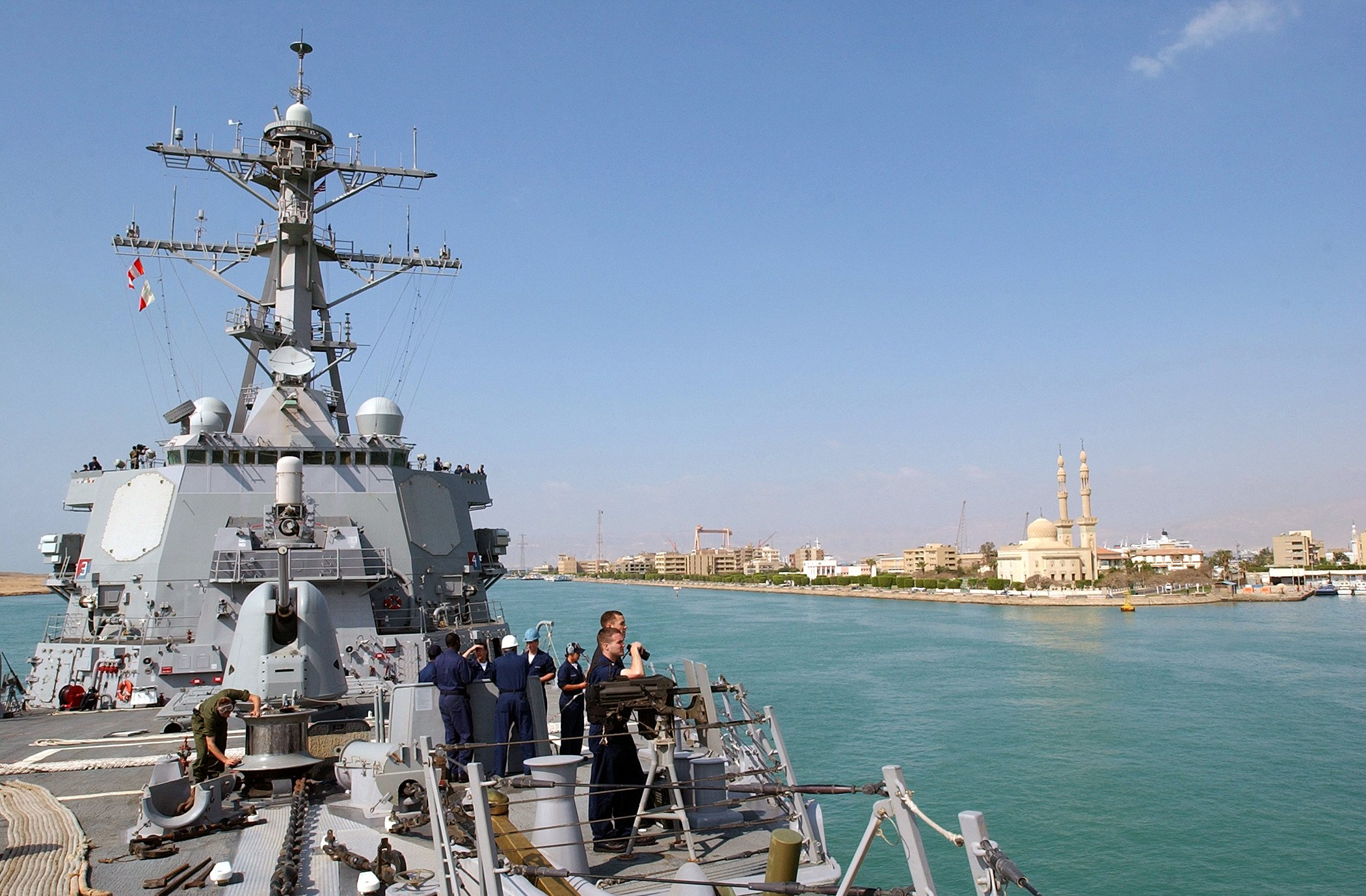
Auf dem Vordeck der Donald Cook sind viele der Detailmaßnahmen zu sehen

Sämtliche außen liegende Flächen und Decksaufbauten der Schiffe wurden nach den Prinzipien der Tarnkappentechnik geplant und gebaut. Damit waren die Zerstörer die ersten für den Einsatz bestimmten Einheiten, die solche Merkmale aufwiesen. Die Navy konnte dabei auf Erfahrungen zurückgreifen, die sie mit dem zu Forschungszwecken konstruierten Tarnkappenschiff Sea Shadow gewonnen hatte.
Für einen möglichst geringen Radarquerschnitt wurden Flächen vermieden, die rechtwinklig zur Wasseroberfläche stehen. Solche würden Radarstationen an der Küste oder auf Schiffen durch den so genannten broadside flash (dt. etwa: Breitseiten-Echo) die größtmögliche Rückstrahlfläche bieten. Deshalb ist der Rumpf der Zerstörer bis zur Schanz nach außen geneigt, so dass einfallende Radarstrahlen auf das Wasser abgelenkt werden, die Deckshäuser sind nach innen geneigt, Radarstrahlen werden so in Richtung Himmel gelenkt. Zusätzlich mussten auch auf dem Deck sämtliche Gegenstände auf eine möglichst geringe Radarrückstrahlfläche hin optimiert werden. Viereckige Formen wie die Reling sind um 45° gedreht, um Radarquellen keine plane Fläche zuzuwenden. Auch runde Gegenstände (etwa die Schornsteinöffnungen oder Poller) wurden im Aussehen verändert, hier wurde das Design an die Form einer Sanduhr angelehnt. Der Mast wurde aus demselben Grund nicht senkrecht aufgestellt, sondern leicht nach achtern gekippt.
Um wie viel schwieriger ein Schiff der Arleigh-Burke-Klasse im Gegensatz zu herkömmlichen Schiffen per Radar zu erfassen ist, wurde nicht bekannt gegeben.
Um vor passivem Sonar besser getarnt zu sein, sind die Zerstörer mit dem Prairie-Masker-System ausgestattet, das Luftblasen an speziellen Gürteln am Rumpf und an den Propellern erzeugt, die die Antriebsgeräusche nach innen reflektieren, wodurch weniger Geräusche, vor allem von Antriebssystemen und Kavitation, nach außen dringen können.

#### Probleme
Im Oktober 2007 wurde ein Bericht der Jane’s Information Group bestätigt, nachdem es bei den Zerstörern Probleme mit der Festigkeit des Bugs gibt. Besonders bei hoher Zuladung verbiegen sich demnach in gröberer See Stützstreben im Bug. Die Navy legte ein Reparaturprogramm auf, das Kosten von 62 Millionen US-Dollar nach sich ziehen wird. Dabei werden verkrümmte Stützstreben in engen Räumen über dem Sonardom entfernt und durch stärkere ersetzt, neue Schiffe erhalten diese schon beim Bau.

### Antrieb

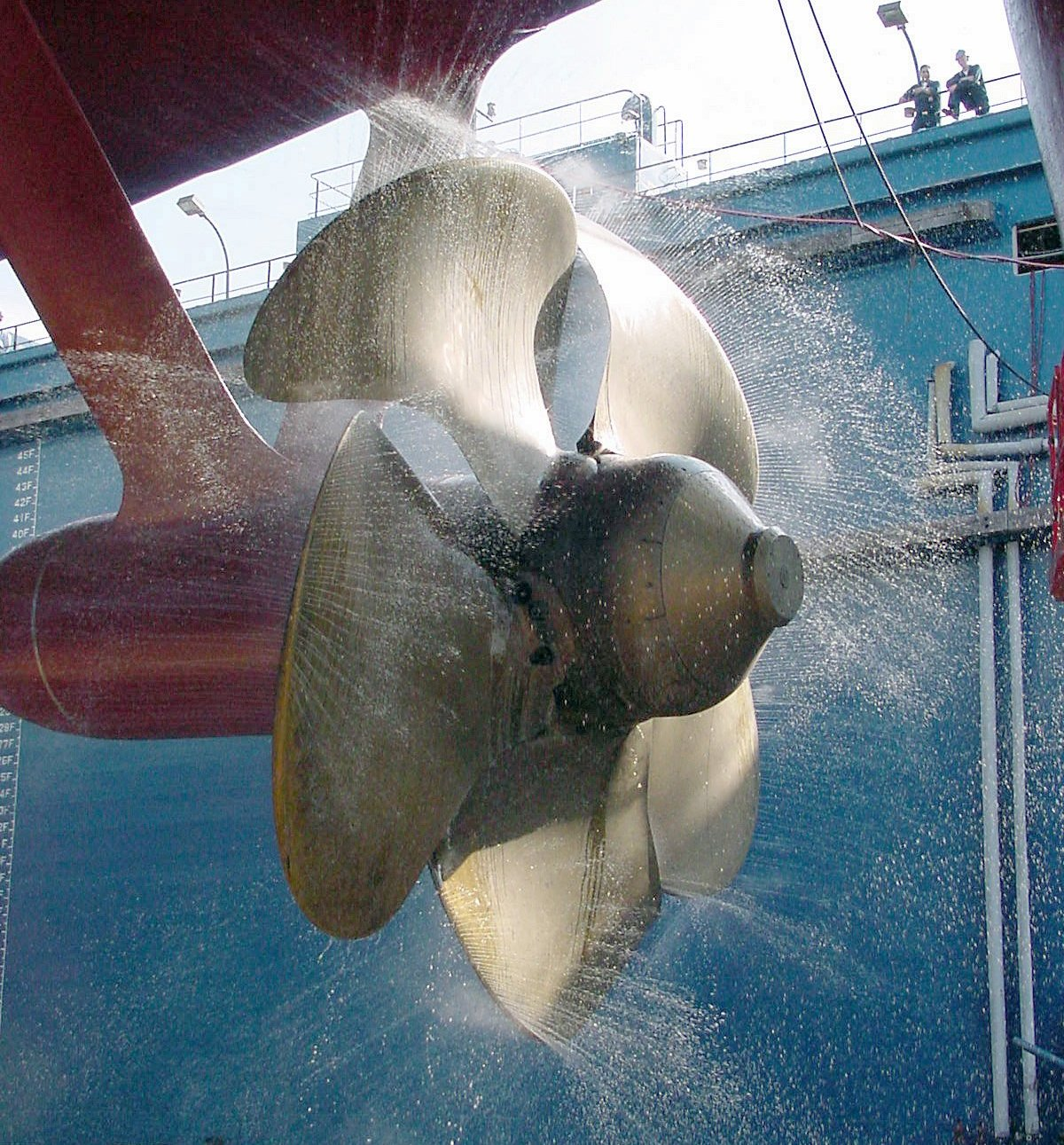
Steuerbordpropeller der Winston S. Churchill mit dem Prairie-System

Der Antrieb der Schiffe  besteht aus vier Gasturbinen vom Typ LM-2500-30 von General Electric, die insgesamt 100.000 PS auf die zwei Wellen eines Schiffes übertragen. Je zwei Turbinen sind für eine Welle zuständig, es gibt zwei Maschinenräume. Die Propeller bestehen aus Bronze und sind fünfblättrig, ihr Durchmesser beträgt 17 Fuß, circa 5,20 Meter. Sie bewegen sich gegenläufig, der Backbord-Propeller läuft (gesehen von hinten) gegen den Uhrzeigersinn, der an Steuerbord im Uhrzeigersinn. Hinter jeder Schraube befindet sich ein hydraulisch gesteuertes Ruder.
Durch die Gasturbinen können die Schiffe in kurzer Zeit auf ihre Höchstgeschwindigkeiten von über 30 Knoten (56 km/h) beschleunigen; die Reichweite ohne die Versorgung durch Trossschiffe bei einer Durchschnittsgeschwindigkeit von 20 Knoten (37 km/h) liegt bei ca. 4400 Seemeilen (ca. 8150 km). Eine erhöhte Manövrierfähigkeit wird durch den Einsatz von Verstellpropellern (genannt Controllable Reversible Pitch Propellers), bei denen die einzelnen Blätter um ihre Längsachse gedreht werden können, erreicht. Da die Gasturbinen die Wellen nicht gegenläufig antreiben können, können die Blätter auch so weit gedreht werden, dass sie Rückwärtsschub erzeugen.
Die elektrische Energie für die Schiffssysteme wird  von drei Gasturbinengeneratoren vom Typ 501-K34 der Allison Engine Company, die je 2,5 Megawatt leisten, bereitgestellt. Neuere Einheiten besitzen drei Generatoren von Rolls-Royce, die je 3 Megawatt Leistung liefern. Auch diese werden von Gasturbinen angetrieben.
Zukünftig sollen die Zerstörer einen Hybridantrieb erhalten, dessen elektrischer Anteil für Geschwindigkeiten bis zu 14 kn sparsamer ist als die nur im oberen Leistungsbereich effizienten Gasturbinen. Im Juli 2009 erhielt General Atomics den Entwicklungsauftrag. An Bord der Truxtun sollte 2012 der Prototyp getestet werden. Es wurde eine Treibstoffeinsparung von 10–16 % erwartet, wodurch sich die Nachrüstung nach fünf Jahren amortisiert. Die Umrüstung von je vier Zerstörern pro Jahr begann 2016.

### Bewaffnung

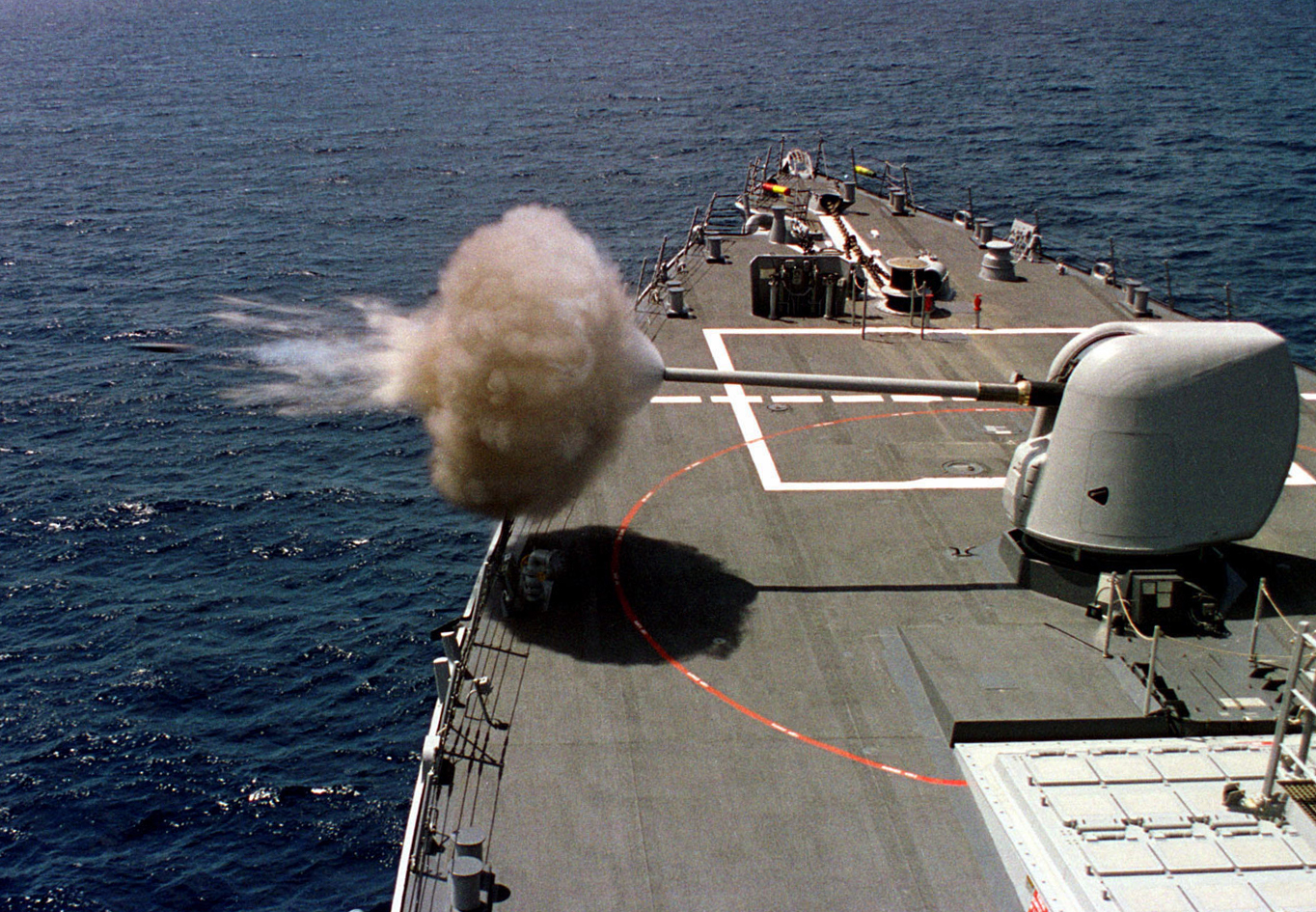
Schuss aus dem Geschütz der Benfold

Die Hauptbewaffnung der Schiffe besteht aus Lenkflugkörpern, die aus Senkrechtstartanlagen vom Typ Mk 41 gestartet werden. Auf den Schiffen des Flight I und II gibt es 90 Zellen in zwei getrennten Abschussgruppen, auf denen des Flight IIA wurden durch das Weglassen der zwei Ladekräne sechs Zellen hinzugefügt. Im Wesentlichen kann pro Zelle eine Lenkwaffe geladen werden. Das System ist in zwei Zellenblöcke aufgeteilt, von denen sich je einer auf dem Vordeck, der andere auf dem Achterdeck befindet.

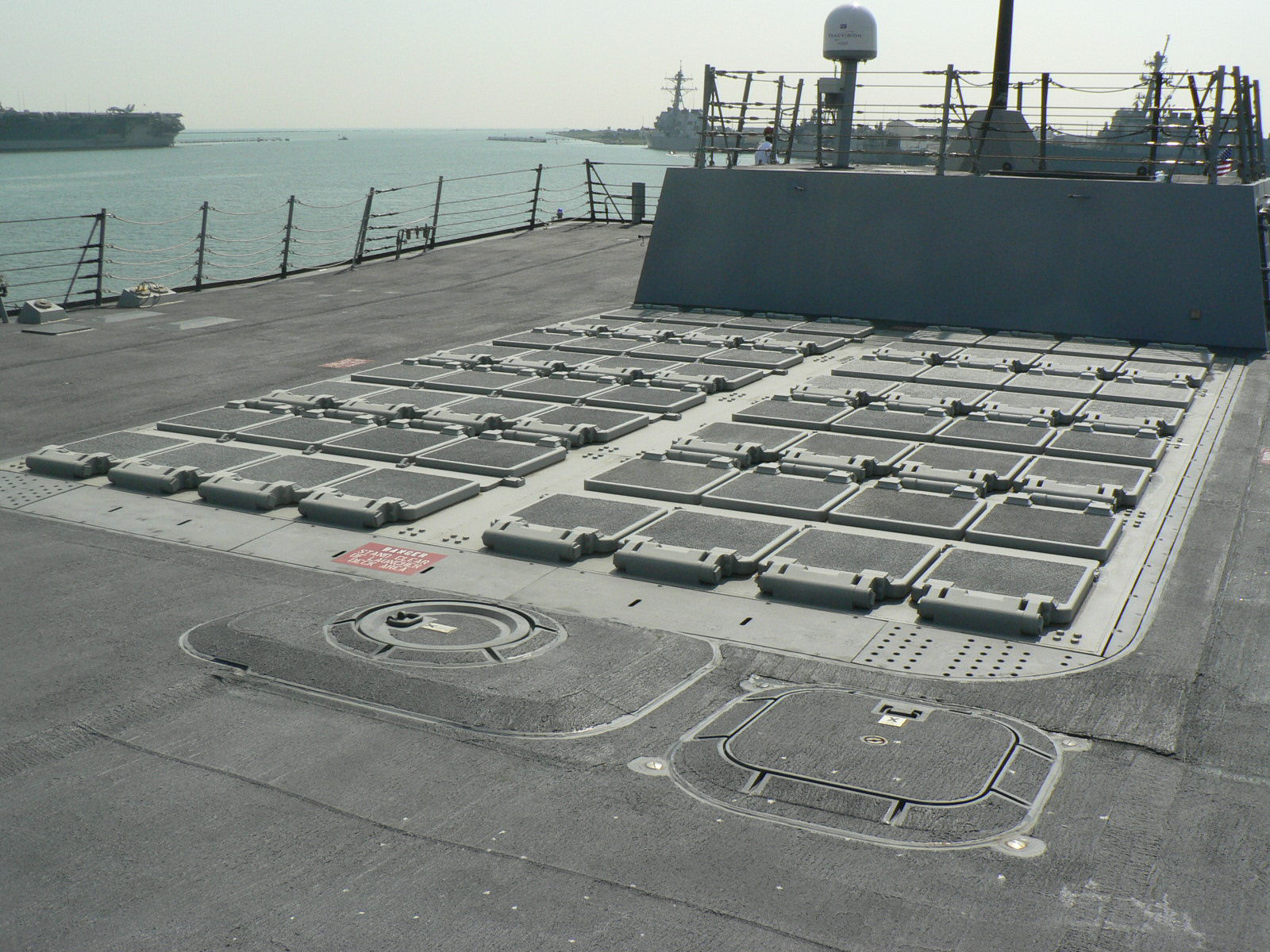
Hinteres VLS der Farragut

Die Senkrechtstartanlage (engl. Vertical Launching System, VLS) ist in der Lage, verschiedenste Waffen abzufeuern. Sowohl gegen Luft- als auch Seeziele kann die Standard-Missile-2-Flugabwehrrakete verwendet werden, die für gewöhnlich den größten Teil der Bewaffnung ausmacht. Für Angriffe auf Landziele trägt jede Einheit eine Zahl von BGM-109-Tomahawk-Marschflugkörper, gegen U-Boote werden RUM-139-Raketentorpedos mitgeführt. Schiffe des Flight I haben zusätzlich zwei Vierfachstarter Mk. 141 für den Seezielflugkörper AGM-84 Harpoon. Auf späteren Einheiten sind diese aus Kostengründen nicht mehr verbaut, da die zukünftige Long Range Anti-Ship Missile (LRASM) aus der Senkrechtstartanlage verschossen wird. Einheiten des Flight IIA sind in der Lage auch die modernere Flugabwehrrakete RIM-162 Evolved Sea Sparrow Missile (ESSM) abzufeuern. Diese werden in so genannten Quad-Packs in das VLS geladen, so dass vier Raketen in eine Zelle passen.
Als seegestützter Beitrag zum nationalen Raketen-Abwehrprogramm der USA ist unter anderem die Ausstattung einiger Schiffe mit SM-3-Raketen vorgesehen.
Zusätzlich hat jede Einheit neben den Aufbauten zwei Mk. 32 Dreifach-Torpedorohre, diese verschießen Torpedos Typ Mk. 46 zum Einsatz gegen U-Boote. Auf dem Vordeck befindet sich ein 127-mm-Geschütz mit Kaliberlänge 54 Typ Mark 45, ab DDG-80 mit Kaliberlänge 62. Dieses Geschütz kann zum Angriff auf Oberflächen- sowie Luftziele und zum Küstenbombardement auf eine Reichweite von ca. 24 km verwendet werden. Die Schussfrequenz liegt bei 16–20 Schüssen pro Minute, im Magazin lagern 500 Granaten für das Geschütz. Die Entwicklung von reichweitengesteigerter Extended Range Guided Munition (ERGM) und Ballistic Trajectory Extended Range Munition (BTERM), die bis zu 70 Kilometer weit verschossen werden kann, wurde 2008 ohne Serienreife beendet.
Zur Nahbereichsverteidigung gegen anfliegende Flugkörper stehen vor und hinter den Aufbauten je ein Gatlinggeschütz Phalanx CIWS zur Verfügung. Dieses wird jedoch zunehmend durch die ESSM abgelöst und ist auf neueren Einheiten (ab Flight IIA) nicht mehr installiert. Bis 2013 will die US Navy jedes Schiff mit einem CIWS (nach achtern) nachrüsten.

### Elektronik

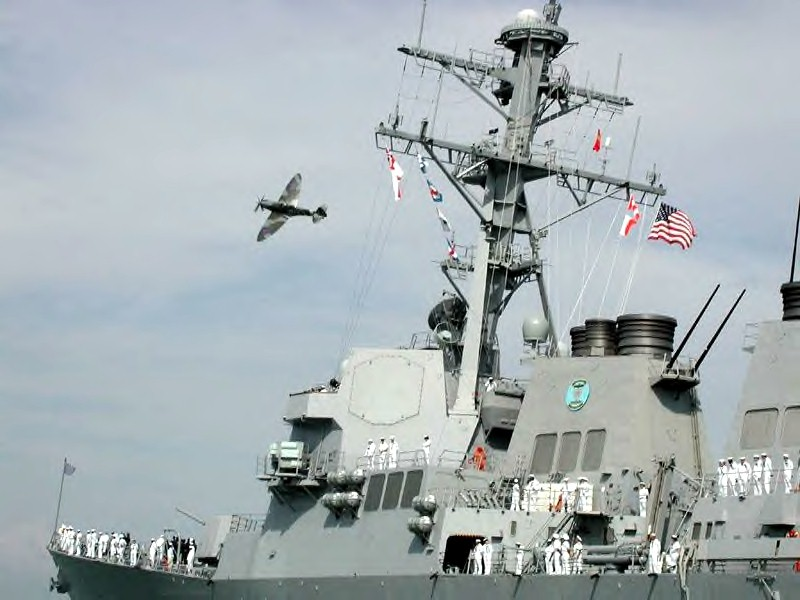
Mast und Aegis-Antenne der Winston S. Churchill

Der Kern der Erfassungselektronik auf den Zerstörern ist das so genannte Aegis-Kampfsystem. Die Hauptkomponente dieses Waffensystems bildet das SPY-1-Radar, das aus vier flachen Phased-Array-Antennen mit passiver elektronischer Strahlschwenkung besteht und den Luftraum um das Schiff permanent überwacht. Zusätzlich dient Aegis auch als Warnsystem, das mögliche Bedrohungen analysieren und bewerten kann. Außerdem dient es der Vernetzung mit anderen Einheiten. Als Navigations- und Ortungsradare für Überwasserziele werden das SPS-67 und das SPS-64 der Norden Corporation eingesetzt, die auf den Bändern G respektive I arbeiten.
Zur Feuerleitung und der Flugkörpersteuerung wird hauptsächlich SPY-1 verwendet, erst im Endanflug werden dazu auch die drei Feuerleitgeräte SPG-62, hergestellt von der Radio Corporation of America, eingesetzt, von denen zwei nach achtern und eines nach vorn gerichtet ist. Feindliche Ziele können auch passiv mit Hilfe des AN/SSQ-108 erfasst werden. Hierbei handelt es sich um ein überhorizontfähiges SIGINT-System, das Radioemissionen auf große Distanzen erfassen und orten kann.
Die Systeme zur elektronischen Kampfführung bestehen aus dem SLQ-32. Die Antennen, die sich auf den Mast befinden, können für Fernmelde- und elektronische Aufklärung sowie als Störsender eingesetzt werden. Ebenfalls zum SLQ-32-Paket gehört das Mark 36 SRBOC, das Düppel und Flares in die Luft schießt, die anfliegende Raketen sowohl mit Radar- wie auch mit Infrarotsuchkopf vom Schiff ablenken sollen. Aktuell modernisiert die US Navy ihre SRBOC-Startsysteme, um auch Radarköder vom Typ Nulka einsetzen zu können. Diese fliegen nach dem Abschuss autonom über der Wasseroberfläche und vergrößern in Abstimmung auf das feindliche Radarsystem aktiv ihren eigenen Radarquerschnitt, um feindliche Lenkwaffen vom Schiff abzulenken.
Als Sonarsystem dient das SQS-53C, das im Bug hinter einer Fiberglaskappe untergebracht ist und sowohl aktiv als auch passiv arbeiten kann. Einige Einheiten besitzen für die Erfassung von U-Booten über größere Entfernungen außerdem ein Schleppsonar von Typ SQR-19. Die vom Bordsonar, aber auch von durch Helikopter ausgelegten Sonobojen gesammelten Daten werden vom U-Jagd-Kampfsystem SQQ-89 gesammelt, aufbereitet und schließlich für die Sonaroperatoren an Bord ausgegeben. Zur Abwehr von Torpedoangriffen kann jedes Schiff zwei Täuschkörper vom Typ SLQ-25 Nixie hinter sich herschleppen.
Neben Funkgeräten auf herkömmlichen Frequenzbändern (Dezimeterwelle, Ultrakurzwelle, Kurzwelle) besitzen die Schiffe auch Geräte zur Satellitenkommunikation, die damit weitere Entfernungen überbrücken können und gleichzeitig schwer abzuhören sind. Der Datenaustausch mit anderen Schiffen im Verband findet über Geräte nach den Standards Link 11, Link 16 und CEC statt. Zur eigenen Positionsbestimmung kann neben GPS-Empfängern auch auf ein inertiales Navigationssystem zurückgegriffen werden.
Im März 2019 wurde bekannt, dass Raytheon für rund 402,6 Millionen US-Dollar die Schiffe des Flight III der Arleigh-Burke-Klasse mit dem neuen Waffensystem SPY-6-Radar ausrüsten soll. Das System verfügt über 37 Radarmodule sogenannte Radar Modular Assemblies (RMA) mit größerer Reichweite.

## Fotodetails
Oben zu sehen: Ramage des Flight I, unten Mustin, Flight IIA. Gut ist hier zu erkennen, wie der Hangar das Gesamtbild der Klasse verändert hat. Während die Ramage nur ein Landedeck hat, an das sich Richtung Bug das Hauptdeck mit dem achteren VLS anschließt, hat die zwei Meter längere Mustin zwei Hangartore, das Deck wurde dort erhöht. Sichtbare Detailveränderungen umfassen die komplette Verkleidung der Schornsteinauslässe sowie die Erhöhung der nach achtern gerichteten SPY-1-Antennen. Auf Ramage sind hinter dem achteren Schornstein-Deckshaus die Harpoon zu erkennen. Diese, ebenso wie die darüber angebrachte Phalanx fehlen auf Mustin.

## Besatzung

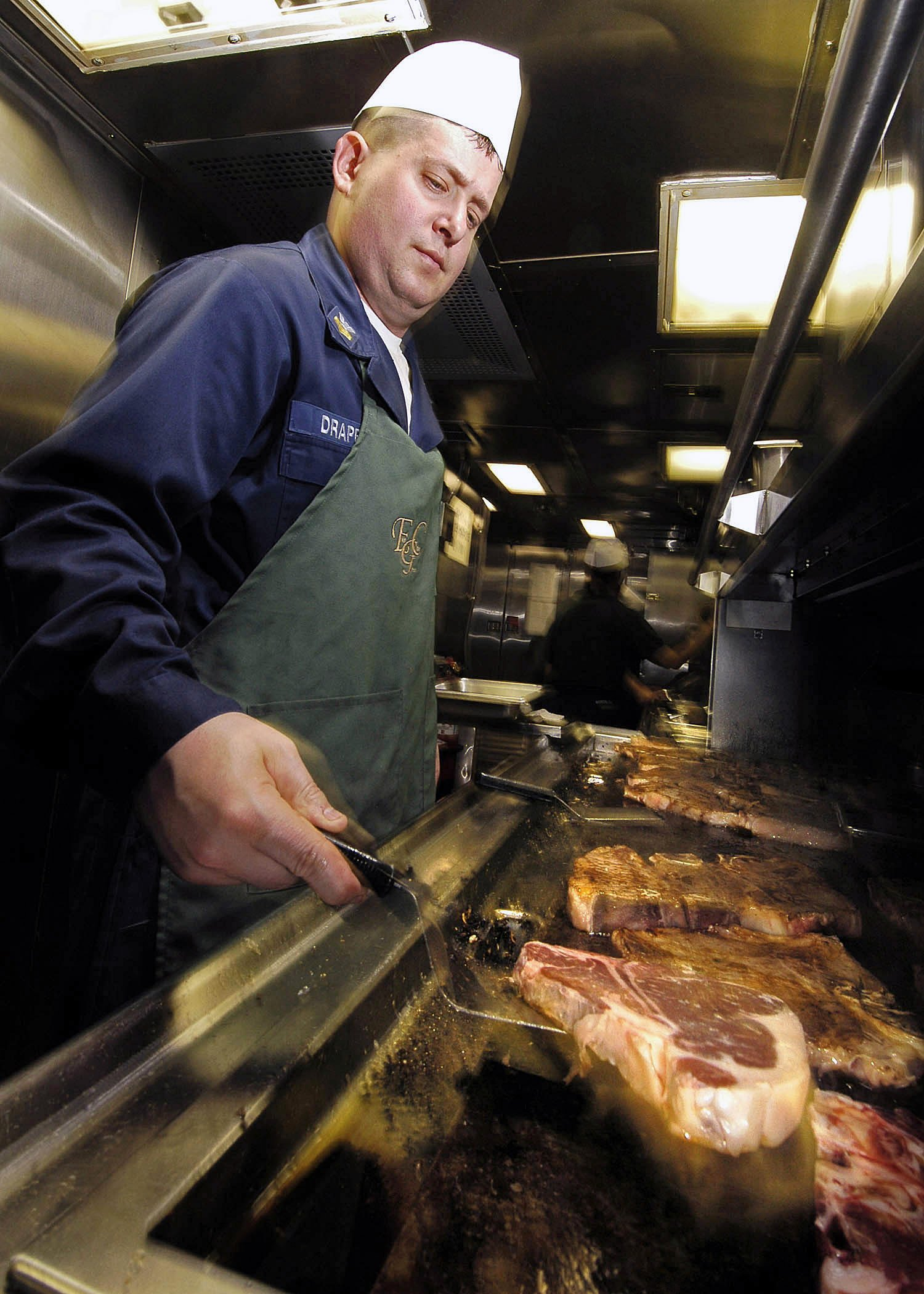
Kombüse der Shoup

Die Schiffe des Flight I und II tragen je 26 Offiziere und 315 bis 330 Mannschaften und Unteroffiziere. Auf denen des Flight IIA betragen die Zahlen 32 beziehungsweise 348 bis 350. Die Steigerung ist hauptsächlich durch die Helikoptercrews und -techniker zu erklären, die zusätzlich benötigt werden.
An Bord, auf Level 1, existiert eine große Messe, in der die Mannschaften der Schiffe 24 Stunden am Tag essen können, zu jedem Schichtwechsel, also alle acht Stunden, wird eine warme Mahlzeit serviert. Zusätzlich befinden sich auf den unteren Decks Friseure, eine Wäscherei, sowie Einkaufsmöglichkeiten für die Crew.

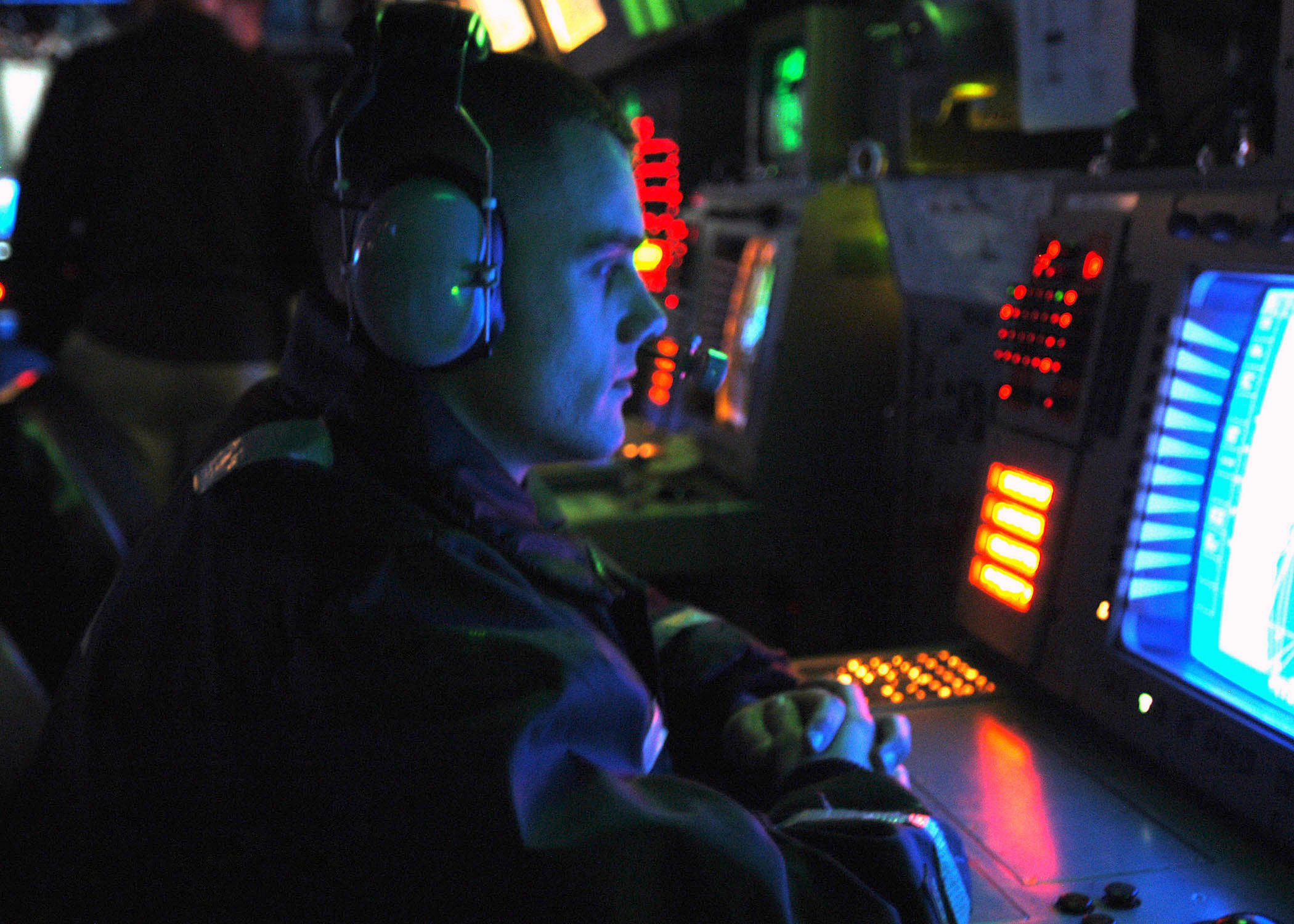
Kommandozentrale der McFaul

Die Mannschaft ist eingeteilt in sechs so genannte Departments, etwa Abteilungen. Dies sind: Administrative Department, zuständig für die Personalverwaltung an Bord, den Umgang mit offiziellen Dokumenten, sowie die medizinische Versorgung. Ebenfalls zu Admin gehören die Master-At-Arms, die für die Disziplin an Bord verantwortlich sind. Das Combat System Department ist in vier Divisions eingeteilt: Die CE Division ist für die Kommunikations- und Navigationselektronik verantwortlich, die CF Division betreibt das Aegis-System, die CS Division koordiniert Tests und Wartung der Waffensysteme, während die CX Division für die Tomahawks, Harpoons und Phalanx verantwortlich ist.
Das Weapons Department besteht aus der WA Division, die für die U-Jagd zuständig ist, sowie der WO Division die für den Umgang mit Munition an Bord verantwortlich ist. Eingegliedert ins Engineering Department sind vier Divisions: Die A/R Division unterhält die nicht direkt kampfnotwendigen technischen Geräte, unter anderem die Klimaanlage, die Wäscherei und die Wasseraufbereitung und -verteilung. Die E Division kümmert sich hauptsächlich um die Stromversorgung, die MP Division ist für sämtliche Systeme rund um die Gasturbinen zuständig. Die DC Division ist für die Schiffssicherung an Bord verantwortlich.
Das Operations Department ist ebenfalls in vier Bereiche unterteilt: die OC Division, die für die Kommunikation verantwortlich ist, die OD Division, zuständig für alle Vorgänge an Deck (darunter fallen unter anderem An- und Ablegen sowie die Versorgung und Flugoperationen), die OI Division, die in der Kommandozentrale des Schiffs das Radar und die EloKa-Systeme bedient, und die ON Division, die die Seekarten verwaltet und somit für die Navigation des Schiffs zuständig ist.
Letztes Department ist das Supply Department, das in fünf Divisionen eingeteilt ist. S-1 ist das „Lagerhaus“ des Schiffs, wo Ersatzteile gelagert werden. S-2 ist für die Nahrungsversorgung an Bord, also die Messe und die Kombüse zuständig, S-3 betreibt die Wäscherei, den Friseur sowie die Cola- und anderen Automaten, S-4 ist die „Bordbank“, die sich um Geldangelegenheiten der Seeleute kümmert, S-5 letztlich ist verantwortlich für die Offiziermesse.

## Arleigh-Burkesim Einsatz

### Einsatzprofil

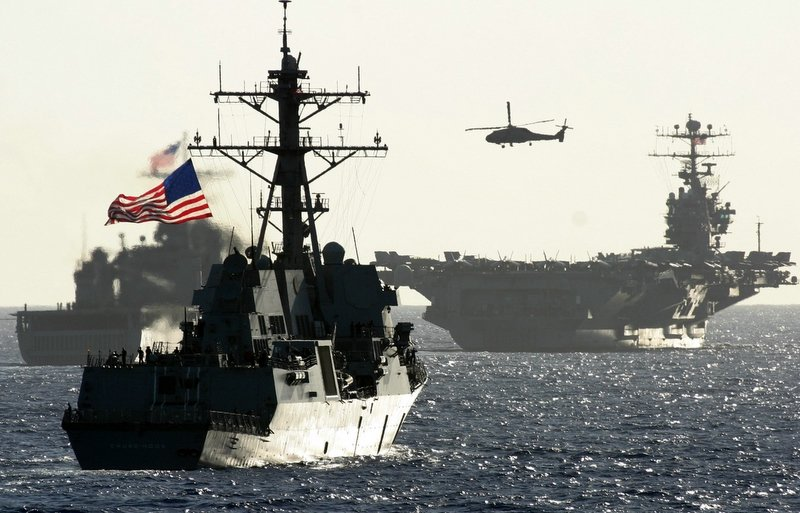
Chung-Hoon eskortiert einen Träger und ein Landungsschiff während RIMPAC

Die Zerstörer sind klar als Multi-Mission-Platforms ausgelegt, können also mehrere Rollen gleichzeitig ausführen. So ist das SPY-1-Radar zusammen mit dem Aegis-Kampfsystem in der Lage, eine Rundum-Flugabwehr zu garantieren. Ebenso können mit den Tomahawks aber sowohl Landziele als auch Überwassereinheiten auf große Distanz angegriffen werden. Die Mark 46 Leichtgewichtstorpedos und Vertical-Launch-ASROC-Raketentorpedos befähigen die Schiffe zur Ausführung von U-Jagd. Je nach vorgesehener Verwendung der Schiffe auf einem Einsatz können die jeweiligen Waffen-Mixturen völlig frei gewählt werden.
Normalerweise agieren die Schiffe im Rahmen von Flugzeugträgerkampfgruppen. Sie bieten den im Wesentlichen unbewaffneten Trägern Luftschutz und werden im Gegenzug von den Trossschiffen der Gruppe mit Treibstoff versorgt. Dank ihrer Stealth-Fähigkeiten können die Zerstörer aber auch abseits der Gruppe operieren, sie etwa für einen Raketenangriff auf Landziele temporär verlassen. Dabei sind die Hubschrauber der Flight-IIA-Schiffe von Bedeutung, da diese als „Außenbord-Sensor“ die umliegenden Gewässer über die Kimm hinaus aufklären können.

### Einsätze
Im Krieg wurden Einheiten der Arleigh-Burke-Klasse sowohl im Krieg in Afghanistan 2001 als auch während der gegen den Irak gerichteten Operationen Desert Strike 1996, Desert Fox 1998, Iraqi Freedom 2003 und Inherent Resolve ab 2014 eingesetzt. Neben der Eskortfunktion waren die Schiffe jedes Mal auch in Marschflugkörper-Angriffen auf Landziele eingebunden.

### Attentate und Unfälle

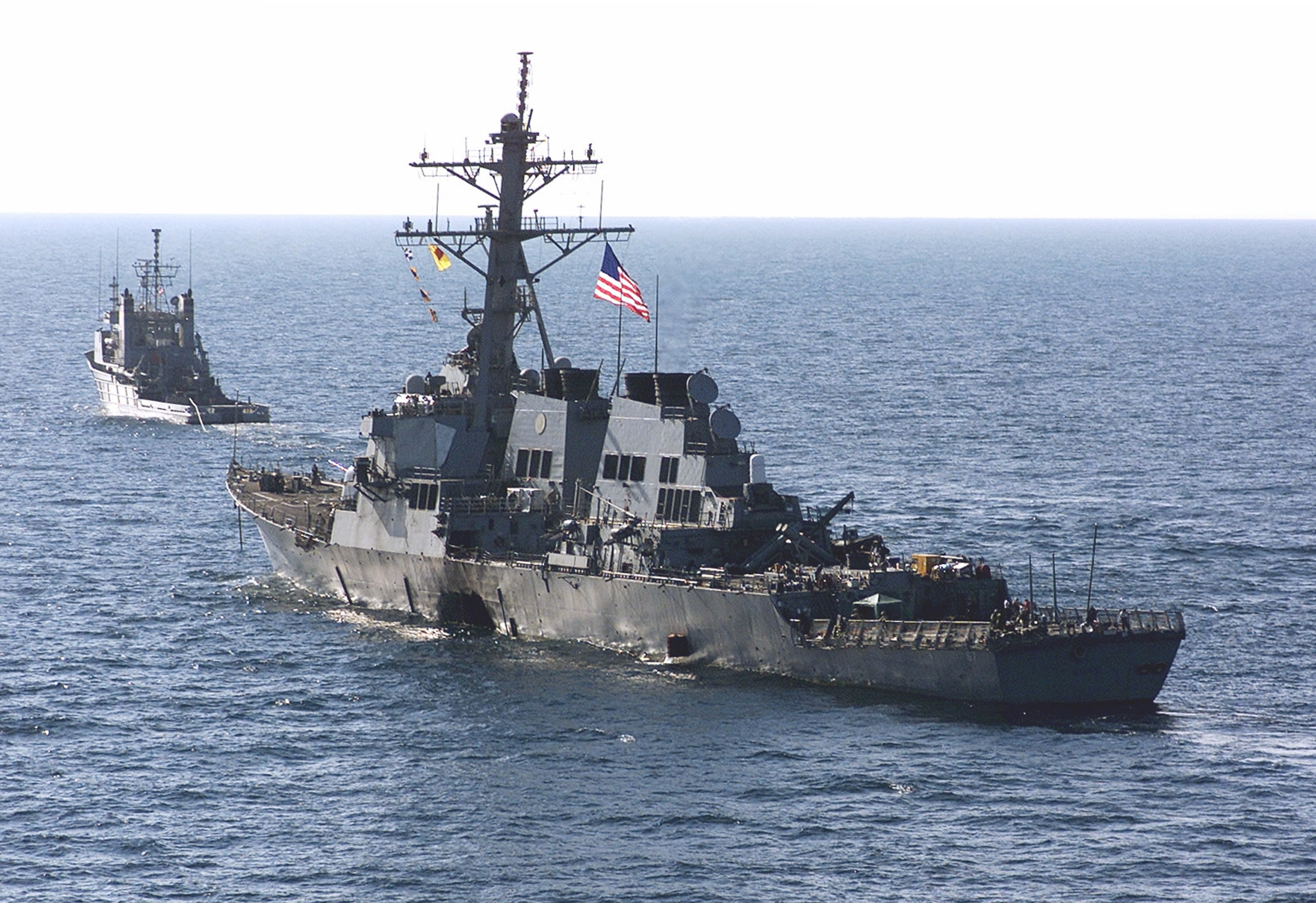
Die beschädigte Cole wird aus dem Hafen Adens geschleppt

Im Oktober 2000 verübten zwei Selbstmordattentäter im Hafen von Aden im Jemen einen Anschlag auf die Cole, indem sie ein mit Sprengstoff beladenes Boot beim Aufprall auf das Schiff explodieren ließen. Dieser Anschlag, bei dem 17 Seeleute starben, verursachte die bisher schwersten Schäden an einem Arleigh-Burke-Zerstörer. Nachdem das Halbtaucherschiff Blue Marlin die Cole zur Reparatur in die Vereinigten Staaten zurückgebracht hatte, kehrte der Zerstörer im April 2002 in die Flotte zurück.
Ein erster Anschlagsversuch im Januar 2000  auf ein Schwesterschiff der USS Cole, die The Sullivans, war gescheitert, weil das angreifende Boot wegen Überladung gesunken war.
In den frühen Morgenstunden des 12. August 2012 kollidierte die Porter mit dem unter der Flagge Panamas fahrenden japanischen Tanker M/V Otowasan in der Straße von Hormus. Entsprechend einer Aussendung der 5. US-Flotte wurden bei der Kollision auf beiden Seiten keine Beteiligten verletzt. Die Porter konnte aus eigener Kraft den Hafen von Dschabal Ali in den Vereinigten Arabischen Emiraten anlaufen und wurde dort inspiziert und repariert.
Am 15. Juni 2017 kollidierte die Fitzgerald 56 Seemeilen südwestlich vor Yokosuka, Japan, mit dem unter philippinischer Flagge fahrenden Containerschiff ACX Crystal der japanischen Reederei Nippon Yūsen. Sieben Besatzungsmitglieder des Zerstörers wurden bei dem Zusammenstoß getötet, ihre Leichen wurden in einem überfluteten Schlafraum gefunden. Mehrere andere – darunter der Kommandant – wurden verletzt. Der Kommandant und ein weiteres Besatzungsmitglied wurden mit dem Hubschrauber ausgeflogen und in ein Krankenhaus gebracht. Die Besatzung des Frachters blieb unverletzt.
Am 20. August 2017 kollidierte die John S. McCain vor der Küste von Singapur in der Malakkastraße mit dem unter liberianischer Flagge fahrenden Tanker Alnic MC. Dabei wurden zehn Besatzungsmitglieder des Zerstörers getötet. Das Schiff wurde vom Halbtaucherschiff Treasure der Reederei Dockwise zum US-Stützpunkt Yokosuka transportiert.
Am 11. November 2017 wurde ein abschließender Untersuchungsbericht veröffentlicht, der sowohl bei dem Unfall der USS Fitzgerald als auch dem der USS John S. McCain Versäumnisse der wachhabenden Besatzung und der Offiziere als Grund nennt. Beide Unfälle seien laut U.S. Navy vermeidbar gewesen.

## In den Medien
Im US-amerikanischen Science-Fiction-Film Battleship von 2012 spielen zwei Schiffe der Arleigh-Burke-Klasse eine wichtige Rolle. In dem Film werden die John Paul Jones und die Sampson beim Versuch, eine Invasion abzuwehren, zerstört.
In der US-amerikanischen Fernsehserie The Last Ship (2014–2018) spielt ein Schiff der Arleigh-Burke-Klasse eine zentrale Rolle. An Bord der fiktiven USS Nathan James mit der Kennung DDG-151 befinden sich die Schiffsbesatzung um Kapitän Commander Tom Chandler und die Wissenschaftlerin Dr. Rachel Scott auf der Suche nach einem Gegenmittel gegen eine weltweite Pandemie. Die Navy stellte für die Dreharbeiten die Halsey zur Verfügung.
In der Krimiserie Navy CIS werden des Öfteren Schiffe dieser Klasse behandelt, beispielsweise in der fünfzehnten Folge der Staffel 16 direkt in der Eingangssequenz, in welcher die USS Ewing mit der Kennzeichnung DDG 150 den Äquator passiert.